# بتلفیلد ۲۰۴۲
بتلفیلد ۲۰۴۲ (انگلیسی: Battlefield 2042) یک بازی ویدیویی  تیراندازی اول شخص است که توسط ئی‌ای دایس توسعه یافته و توسط الکترونیک آرتس در ۱۹ نوامبر ۲۰۲۱ عرضه شده است. این هفدهمین قسمت از مجموعهٔ بتلفیلد است. این عنوان برای مایکروسافت ویندوز، پلی‌استیشن ۴، پلی‌استیشن ۵، اکس‌باکس وان و اکس‌باکس سری اکس و سری اس منتشر شده است.
بتلفیلد ۲۰۴۲ به صورت تمام آنلاین و چند نفره معرفی شده و بخش داستانی و تک‌نفره ندارد. همچنین این عنوان بر خلاف دو عنوان پیشین، بر روی جنگ‌های مدرن تمرکز دارد. بتلفیلد ۲۰۴۲ شامل هفت نقشه است که از ۱۲۸ بازیکن در هر نقشه پشتیبانی می‌کند.